# 雲仙市立千々石第二小学校
雲仙市立千々石第二小学校（うんぜんしりつ ちぢわだいにしょうがっこう）は、長崎県雲仙市千々石町庚（かのえ）にある公立小学校。略称は「二小」。
2026年（令和8年）3月末をもって閉校し、雲仙市立千々石第一小学校に統合される予定である。

## 概要
歴史
1876年（明治9年）に千々石村に創立された「木場小学校」を前身とする。2011年（平成23年）に創立135周年を迎えた。
学校教育目標
「木場に学び、心豊かでたくましく生きる子どもの育成」
校章
旧・千々石町章の中に、校名の「二小」の文字（縦書き）を置いている。
校歌
1954年（昭和29年）に制定。作詞は草野保蔵、作曲は井手口史朗による。歌詞は3番まであり、各番に校名の「千々石第二小学校」が登場する。
校区
雲仙市千々石地区（旧・千々石町）の「桂ノ迫、飯岳、高野、西中組、東中組、己ノ鍔、白新田、下岳、上岳」。中学校区は雲仙市立千々石中学校。

## 沿革
- 1874年（明治9年）9月 - 中組の民家を借りて校舎とし「第五大学区 第三中学区[3] 木場小学校」が創立。
- 1877年（明治10年）6月4日 - 学区改定により、「第五大学区 第二中学区[4]木場小学校」に改称。
- 1878年（明治11年）
  - 4月 - 郡制の施行により南高来郡の管轄となる。
  - この年 - 学区が改正され「南高来郡小浜部[5]木場小学校」となる。
- 1880年（明治13年）- 教育令の施行により、「千々石部 公立木場小学校」に改称。
- 1882年（明治15年）- 教育令の改正により、中等科を設置の上「千々石部 公立初等木場小学校」に改称。
- 1884年（明治17年）12月 - 統合により「千々石部 公立中等千々石小学校 木場分校」となる。
- 1886年（明治19年）9月 - 小学校令の施行により、千々石小学校から分離し「簡易木場小学校」として独立。
- 1889年（明治22年）4月1日 - 町村制の施行により、千々石村立の小学校となる。
- 1893年（明治26年）5月 - 小学校令の改正により、「木場尋常小学校」に改称。
- 1896年（明治29年）12月 - 校舎を改築。
- 1898年（明治31年）- 岳仮校舎を設置。
- 1900年（明治33年）4月1日 - 岳分教場を開設。
- 1908年（明治41年）4月1日 - 小学校令の改正により、義務教育年限（尋常科の修業年限）が4年から6年に延長されたため、尋常科5年を新設。
- 1909年（明治42年）4月1日 - 尋常科6年を新設。
- 1915年（大正4年）9月1日 - 校舎を改築。
- 1928年（昭和3年）11月1日 - 千々石町の発足により、千々石町立の小学校となる。
- 1941年（昭和16年）4月1日 - 国民学校令の施行により、「千々石町第二国民学校」に改称。尋常科を初等科に改める（初等科6年）。
  - この時、千々石尋常高等小学校が千々石町第一国民学校となる。
- 1947年（昭和22年）4月1日 - 学制改革（六・三制の実施）により、第二国民学校の初等科が改組され「千々石町立第二小学校」となる。
- 1948年（昭和23年）5月 - 育友会が発足。
- 1954年（昭和29年）
  - 6月 - 校歌を制定。
  - 8月30日 - 岳分校2教室を増築。
- 1966年（昭和41年）
  - 4月 - 特殊学級を設置。
  - この年 - 岳分校を廃止し、岳校舎とする。
- 1967年（昭和42年）
  - 3月27日 - 鉄筋コンクリート造2階建ての新校舎が完成。
  - 3月31日 - 岳校舎を廃止。校舎跡地は現在、下岳公民館（〒854-0407 雲仙市千々石町庚3651番地5, 北緯32度45分37.3秒 東経130度14分28.5秒）となっている。
- 1968年（昭和43年）4月1日 - 体育館兼講堂が完成。
- 1972年（昭和47年）9月11日 - プールが完成。
- 1975年（昭和50年）9月21日 - 創立100周年記念式典を挙行。
- 1978年（昭和53年）3月31日 - 特殊学級を廃止。
- 1979年（昭和54年）11月15日 - 運動場に夜間照明設備を設置。
- 1988年（昭和63年）7月10日 - 相撲土俵が完成。
- 1992年（平成4年）7月29日 - 家庭科室が完成。
- 1977年（平成9年）- 飼育小屋が完成。
- 1994年（平成6年）- プールが完成。
- 2001年（平成13年）11月 - 横断歩道信号機を設置。
- 2005年（平成17年）10月11日 - 雲仙市の発足により、「雲仙市立千々石第二小学校」（現校名）に改称。
- 2007年（平成19年）4月 - 完全給食を開始。隣接地に完成した雲仙市南部学校給食センターからの配送方式をとる。
- 2008年（平成20年）1月 - 校舎大規模改造工事が完成（バリアフリー・下水道整備・耐震）。
- 2009年（平成21年）11月 - 校舎の耐震工事が完了。
- 2011年（平成23年）10月 - 東日本大震災の支援として友情米とメッセージを宮城県の石巻市立石巻小学校へ送る。
- 2012年（平成24年）9月 - 第1回木場運動会を実施。
- 2026年（令和8年）3月31日 - 雲仙市立千々石第一小学校への統合により、閉校（予定）[1]。150年の歴史に幕を閉じる。

## 交通アクセス
最寄りのバス停
- 島鉄バス
  - 上岳小浜線「第二小学校前」
  - 島原・雲仙・愛野・諫早線など「木場」バス停

最寄りの国道・県道
- 国道57号（島原街道）・長崎県道128号雲仙千々石線「木場」交差点

## 周辺
- 雲仙市南部学校給食センター